# Linda Perry

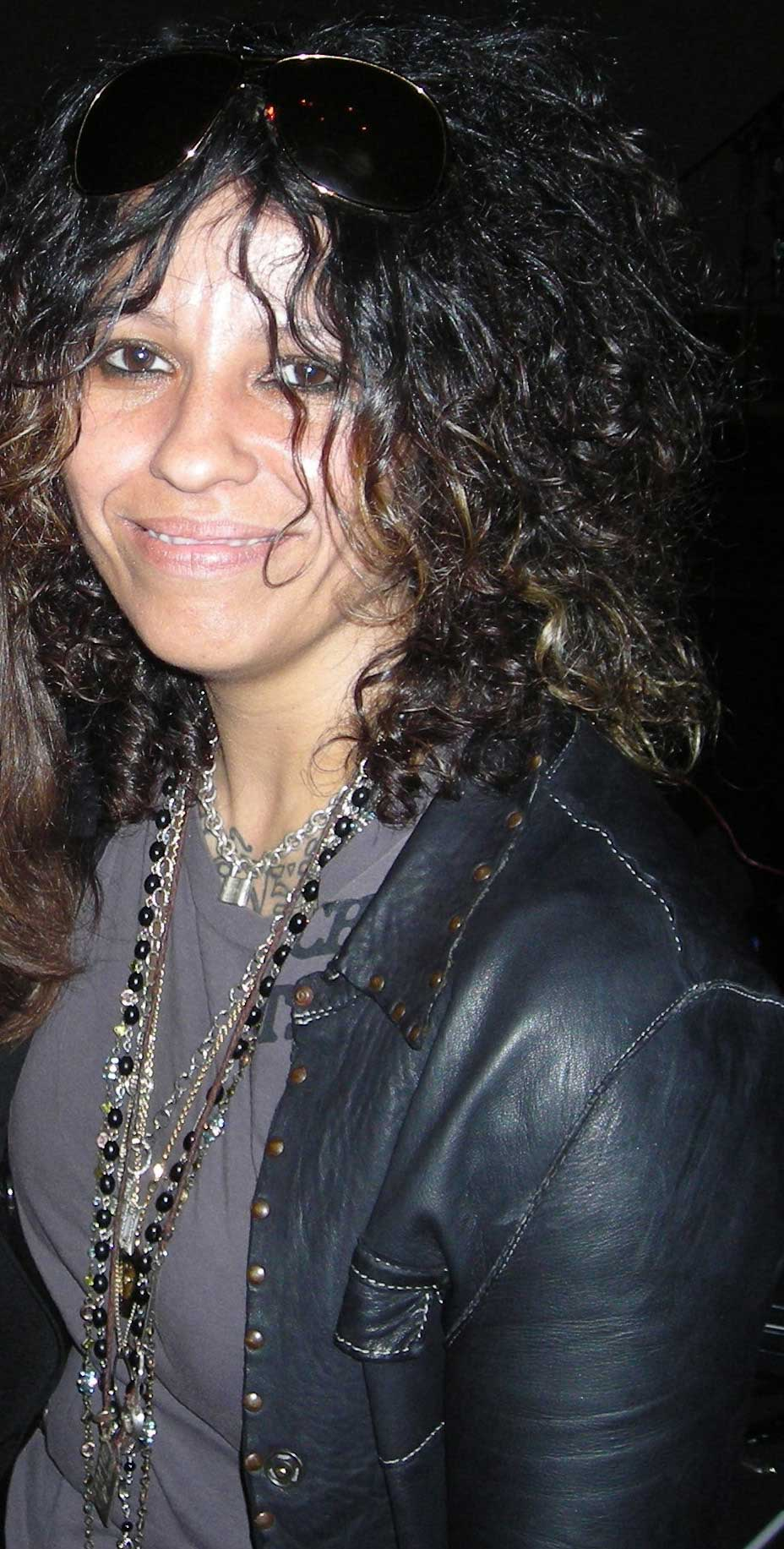
Linda Perry in 2008

Linda Perry (Springfield (Massachusetts), 15 april 1965) is een Amerikaans rockmuzikant, songwriter en producer. Haar ouders zijn van Portugese en Braziliaanse afkomst en ze is vooral bekend als zangeres van de voormalige band 4 Non Blondes.

## Levensloop
Als coproducer en schrijfster werkte Perry mee aan het album
M!ssundaztood van Pink. Tevens schreef ze enkele nummers voor het album 'Try This' van Pink. Ook schreef en produceerde ze de nummers Nasty Ghetto voor de Sugababes en What you Waiting For voor Gwen Stefani. Daarnaast is Perry voor een groot deel verantwoordelijk voor albums van Courtney Love en Kelly Osbourne.
Verder schreef ze voor en met Christina Aguilera het nummer Beautiful van het album Stripped en in 2006 het nummer Hurt van het album Back to Basics, gebaseerd op Perry's recente ervaring met het verlies van haar vader. Aguilera heeft het nummer echter herschreven omdat het te veel referenties had naar de vader van Perry.
Voor de film Prey for Rock and Roll schreef ze met Gina Gershon het nummer StupidStar.
In 2007 schreef ze het nummer My Love voor Céline Dions album Taking Chances. Dit nummer werd in 2008 de titelsong van het "Best Of" album "My Love Ultimate Essential Collection".
Perry trouwde in 2014 met actrice Sara Gilbert. In 2019 vroeg Sara Gilbert een scheiding aan.

## Albums
- Bigger, Better, Faster, More (4 Non Blondes)
- In Flight (1996)
- After Hours (1999)

- Bibsys: 3079927
- Bibliothèque nationale de France: cb142152450 (data)
- Gemeinsame Normdatei: 135007941
- International Standard Name Identifier: 0000 0001 1475 2711
- Library of Congress Control Number: no2002007800
- MusicBrainz: 26037b3e-064c-4e9d-9d88-ebcd35933272
- Nationale Bibliotheek van Tsjechië: xx0043374
- Nederlandse Thesaurus van Auteursnamen: 323566626
- Virtual International Authority File: 75977624
- WorldCat: E39PBJpYyXVykDKxRBRGFtmWXd